# Мужская сборная Турции по баскетболу
Сборная Турции по баскетболу — представляет Турцию в международных баскетбольных соревнованиях. Занимает в рейтинге ФИБА шестое место. Лучшие результаты команды — серебро на чемпионате Европы в 2001 году и серебро на чемпионате мира в 2010 году.

## Состав
| Перейти к шаблону «Состав сборной Турции по баскетболу» | Состав сборной Турции по баскетболу |  |

| Поз. | №  | Имя              | Дата рождения (возраст)  | Рост   | Клуб               |
| ---- | -- | ---------------- | ------------------------ | ------ | ------------------ |
| РЗ   | 1  | Скотти Уилбекин  | 5 апреля 1993 (31 год)   | 188 см | Маккаби Т-А        |
| РЗ   | 4  | Догуш Балбай     | 21 января 1989 (36 лет)  | 185 см | Анадолу Эфес       |
| ЛФ   | 5  | Метеджан Бирсен  | 6 апреля 1995 (29 лет)   | 208 см | Анадолу Эфес       |
| ЛФ   | 6  | Джеди Осман      | 8 апреля 1995 (29 лет)   | 203 см | Кливленд Кавальерс |
| ТФ   | 8  | Эрсан Ильясова   | 15 мая 1987 (37 лет)     | 208 см | Милуоки Бакс       |
| Ц    | 9  | Семих Эрден      | 28 июля 1986 (38 лет)    | 213 см | Бешикташ           |
| АЗ   | 10 | Мелих Махмутоглу | 12 мая 1990 (34 года)    | 191 см | Фенербахче         |
| ТФ   | 11 | Эге Арар         | 2 сентября 1996 (28 лет) | 208 см | Галатасарай        |
| АЗ   | 19 | Буграхан Тунджер | 23 марта 1993 (31 год)   | 193 см | Анадолу Эфес       |
| Ц    | 21 | Сертач Шанлы     | 5 августа 1991 (33 года) | 213 см | Анадолу Эфес       |
| АЗ   | 22 | Фуркан Коркмаз   | 24 июля 1997 (27 лет)    | 201 см | Филадельфия 76     |
| АЗ   | 24 | Йигит Арслан     | 12 мая 1996 (28 лет)     | 194 см | Галатасарай        |

## Чемпионаты мира

### Чемпионат мира в США 2002
Сборная в 2002 году на чемпионате мира в США заняла девятое место.

### Чемпионат мира в Японии 2006
Турецкая команда заняла второе место после сборной Греции, которой проиграла со счетом 69:76. Выиграв остальные матчи против Литвы со счетом 76:74, Австралии со счетом 76:68, Бразилии со счетом 73:71 и Катара со счетом 76:69, она получает право на выход следующий раунд. Молодая команда сделала такие достижения, как первая официальная победа в Литве и первые 4 последовательные победы в чемпионате. Команда заняла восьмое место в чемпионате и после этого получила название «12 Гигантских Мужчин», так как сборная играла без таких известных игроков как Хедо Туркоглу, Керем Тунчери, Мехмет Окур и показала отличный результат.

### Чемпионат мира в Турции 2010

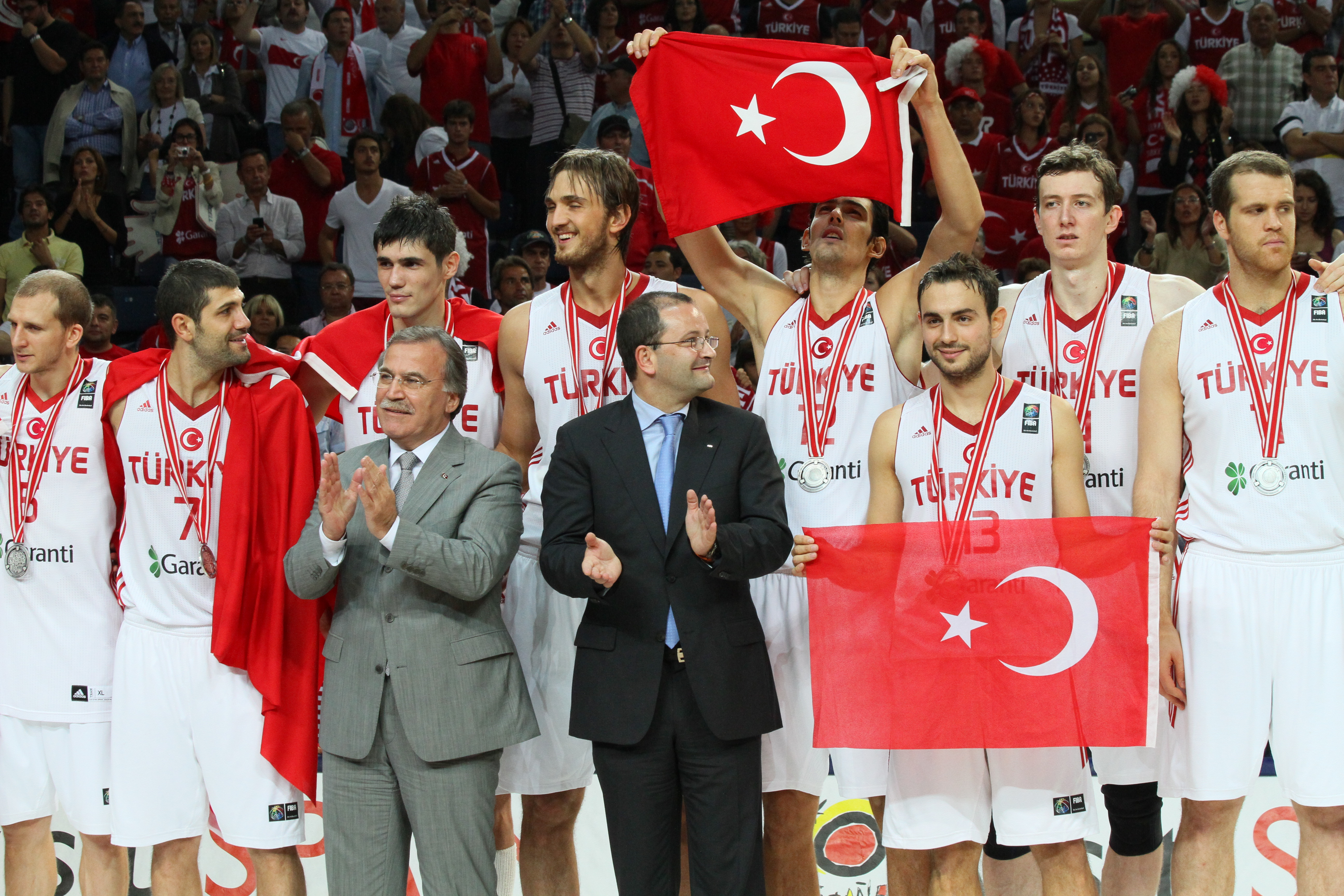
Сборная Турции серебряный призёр чемпионата мира 2010

В 2010 году чемпионат проходил в Турции. «12 Гигантских Мужчин», поддерживаемые местными болельщиками, одержали 8 побед и дошли до финала чемпионата, где уступили сборной США и впервые забрались на пьедестал, заняв второе место.

## Чемпионаты Европы

### Чемпионат Европы в Египте 1949
Дебют мужской сборной Турции состоялся на чемпионате Европы в Каире, Египте. Команда одержала три победы и потерпела три поражения. Всего участвовало семь команд. В матче за третье место сборная Турция проигрывает сборной Греции и занимает четвертое место.

### Чемпионат Европы во Франции 1951
И здесь сборная Турции играет отлично. В первом раунде она проигрывает только сборной Советского Союза, а в четвертьфинале проигрывает сборной Болгарии.

### Чемпионат Европы в Венгрии 1955
После пропуска чемпионата Европы в Москве, сборная Турции играет в 1955 году. Команда заняла 11-е место из 18-ти команд.

### Чемпионат Европы в Болгарии 1957
В 1957 году сборная Турции принимает участие в чемпионате Европы, который проходит в Софии. В группе команда занимает 3 место, проигрывает сборным Польши и Советского Союза. На турнире же занимают 9-е место из 16-ти команд.

### Чемпионат Европы в Турции 2001
Сборная после такого перерыва принимает участие в чемпионате Европы в Стамбуле на правах хозяев. Отлично выступает и выходит финал. В финале проигрывает первый раз в истории сборной Югославии со счетом 69:78 и занимает второе место. Третье место завоевывает сборная Испании, выигрывая у сборной Германии со счетом 99:90.

### Чемпионат Европы в Сербии 2005
Турция получает право на участие в чемпионате Европы в Сербии и Черногории. Команда занимает третье место в группе, проигрывая сборным Литвы со счетом 87:75 и Хорватии 80:67,но выигрывая у сборной Болгарии 94:89. Команда попадает в дополнительный раунд и её устраняет сборная Германии со счетом 66:57.

### Чемпионат Европы в Испании 2007
В 2007 году сборная Турции играет в группе С с командами Литвы, Германии, Чехии.
Первый матч сборная Турции проиграла сборной Литве со счетом 69:86. Во втором матче потерпели поражение от сборной Германии со счетом 49:79.А в третьем матче выигрывает у сборной Чехии со счетом 80:62. Сборная проходит в следующий тур, но проигрывает все игры. Первый матч проигрывает сборной Словении со счетом 66:51, второй сборной Италии со счетом 84:75, несмотря на 34 очка Хедо Туркоглу. А последний матч проигрывает сборной Франции со счетом 85:64. Таким образом, сборная занимает 12-е место.

### Чемпионат Европы в Польше 2009
В 2009 году сборная Турции играла в группе D с командами Польши,Литвы, Болгарии. Все матчи команда выиграла и прошла во второй тур. Во втором туре команда тоже не расслаблялась и выиграла матч у чемпиона мира—Испании. Второй матч она выиграла у Сербии. Третий матч команда проигрывает Словении со счетом 69:67 и заканчивает турнир на восьмом месте.

## Статистика выступлений

### Чемпионаты Европы
| Год  | Место | Турнир          | Хозяин              |
| ---- | ----- | --------------- | ------------------- |
| 1949 | 4-е   | Евробаскет 1949 | Египет              |
| 1951 | 6-е   | Евробаскет 1951 | Франция             |
| 1955 | 11-е  | Евробаскет 1953 | Венгрия             |
| 1957 | 9-е   | Евробаскет 1957 | Болгария            |
| 1959 | 12-е  | Евробаскет 1959 | Турция              |
| 1961 | 10-е  | Евробаскет 1961 | Югославия           |
| 1963 | 15-е  | Евробаскет 1963 | Польша              |
| 1971 | 12-е  | Евробаскет 1971 | Германия            |
| 1973 | 8-е   | Евробаскет 1973 | Испания             |
| 1975 | 9-е   | Евробаскет 1975 | Югославия           |
| 1981 | 11-е  | Евробаскет 1981 | Чехия               |
| 1993 | 11-е  | Евробаскет 1993 | Германия            |
| 1995 | 13-е  | Евробаскет 1995 | Греция              |
| 1997 | 8-е   | Евробаскет 1997 | Испания             |
| 1999 | 8-е   | Евробаскет 1999 | Франция             |
| 2001 | 2-е   | Евробаскет 2001 | Турция              |
| 2003 | 12-е  | Евробаскет 2003 | Швеция              |
| 2005 | 9-е   | Евробаскет 2005 | Сербия и Черногория |
| 2007 | 11-е  | Евробаскет 2007 | Испания             |
| 2009 | 8-е   | Евробаскет 2009 | Польша              |
| 2011 | 11-е  | Евробаскет 2011 | Литва               |
| 2013 | 17-е  | Евробаскет 2013 | Словения            |
| 2015 | 14-е  | Евробаскет 2015 | Франция и Германия  |
| 2017 | 14-е  | Евробаскет 2017 | Турция              |
| 2022 | 10-е  | Евробаскет 2022 | Грузия, Германия    |

### Олимпийские игры
| Год  | Место | Турнир                       | Столица Олимпийских игр |
| ---- | ----- | ---------------------------- | ----------------------- |
| 1936 | 21-е  | Летние Олимпийские игры 1936 | Берлин                  |
| 1952 | 22-е  | Летние Олимпийские игры 1952 | Хельсинки               |

### Чемпионаты мира
| Год  | Место | Турнир                            | Хозяин  |
| ---- | ----- | --------------------------------- | ------- |
| 2002 | 9-е   | Чемпионат мира по баскетболу 2002 | США     |
| 2006 | 6-е   | Чемпионат мира по баскетболу 2006 | Япония  |
| 2010 | 2-е   | Чемпионат мира по баскетболу 2010 | Турция  |
| 2014 | 8-е   | Чемпионат мира по баскетболу 2014 | Испания |
| 2019 | 22-е  | Чемпионат мира по баскетболу 2019 | Китай   |